# نونو فريشوت
نونو فريشوت (بالبرتغالية: Nuno Frechaut‏) (مواليد 24 سبتمبر 1977) هو لاعب كرة قدم. يلعب مع منتخب البرتغال لكرة القدم. سبق له أن لعب في كأس العالم لكرة القدم مع منتخب بلاده.

## مسيرته الكروية
لعب نونو فريشوت خلال مسيرته الاحترافية مع 6 أندية في تسعة عشر موسمًا وسجل خلالها 15 هدفًا ضمن 316 مباراة. ولم يفز بأي موسم بالكأس وفاز في موسم واحد بالدوري.
خاض نونو فريشوت مسيرته مع نادي فيتوريا سيتوبال في موسم 1996–97 ليلعب معه أربعة مواسم، مشاركًا في 75 مباراة سجل خلالها هدفين. ثم انتقل إلى نادي بوافيشتا في موسم 2000–01 في المرة الأولى ليلعب معه خمسة مواسم ثم في موسم 2012–13 ولمدة موسمين، حيث شارك طوالها في 103 مباراة سجل خلالها 8 أهداف. لينتقل بعدها إلى نادي دينامو موسكو ما بين عامي 2005 و2006 لمدة موسم واحد، مشاركًا في 15 مباراة سجل خلالها هدفًا واحدًا. ثم انتقل إلى نادي سبورتينغ براغا في موسم 2005–06 ليلعب معه أربعة مواسم، مشاركًا في 76 مباراة سجل خلالها 4 أهداف. هذا وانتقل لاحقًا إلى نادي ميتز في موسم 2009–10 ولمدة موسمين، مشاركًا في 39 مباراة ولم يسجل أي هدف. ثم انتقل بعدها إلى نادي نافال في موسم 2011–12 لمدة موسم واحد، مشاركًا في 8 مباريات ولم يسجل أي هدف أيضًا.

## روابط خارجية
- نونو فريشوت على موقع الاتحاد الدولي (مؤرشف)  (الإنجليزية)
- نونو فريشوت على موقع قاعدة بيانات كرة القدم.إي يو (الإنجليزية)
- نونو فريشوت على موقع ليكيب (الفرنسية)
- نونو فريشوت على موقع ناشيونال فوتبول تيمز (الإنجليزية)
- نونو فريشوت على موقع أوليمبيديا (الإنجليزية)